# Nabucznica prążkowana
Nabucznica prążkowana (Aulacus striatus) – gatunek błonkówki z rodziny pokosowatych.
Owad o ciele długości od 5,5 do 10,5 mm, ubarwionym czarno z wyjątkiem szczęk, spodu głowy, środkowej części metasomy, ud, goleni i stóp, które mają barwę czerwoną do rudobrązowej. Długie, nieco krótsze od przedniego skrzydła czułki osadzone są poniżej oczu i zbudowane z 13 członów u samic oraz 14 członów u samców. Na czole, między panewkami czułków a przyoczkami występują poprzeczne zmarszczki. Skrzydła są przezroczyste z ciemnymi żyłkami i ciemną pterostigmą. Tułów jest wyższy na przodzie, o powierzchni pokrytej poprzecznymi zmarszczkami i wyraźnymi szwami. Pomostek jest nieco wyniesiony, a osadzona na nim metasoma ma eliptyczny i lekko przypłaszczony bocznie kształt. Długość pokładełka u samic nieco przekracza długość ich przedniego skrzydła. Od innych polskich pokosowatych różni się niewykształconym kołnierzem potylicznym i obecnością tylko jednego, małego ząbka na pazurkach, położonego poniżej ich szczytowych części.
Nabucznica prążkowana jest parazytoidem ksylofagicznych larw błonkówek z rodziny buczowatych. Poraża larwy Xiphydria camelus, Xiphydria longicollis, Xiphydria picta i Xiphydria prolongata, żerujące w drewnie brzóz, olch, topól, wiązów, wierzb, a prawdopodobnie też dębów i klonów. Jajniki samicy zawierają około 200 jaj, osiągających długość 0,6 mm. Gatunek ten jest koinobiontem. Larwa nabucznicy wstrzymuje się z rozwojem do czasu aż larwa gospodarza w pełni wyrośnie i dopiero wówczas szybko ją pożera. Przepoczwarczenie nabucznicy odbywa się w różowawoczerwonym kokonie. Dorosły owad opuszcza go po około 2 tygodniach i wygryza się na zewnątrz przez cienką warstwę drewna. Owady dorosłe latają zwykle od maja do sierpnia, a najwcześniej w połowie kwietnia. Zdarza im się odwiedzać kwiaty baldaszkowatych oraz babki zwyczajnej, prawdopodobnie celem pozyskania nektaru lub pyłku. Bywają łowione do pułapek Malaise’a.
Błonkówka zachodniopalearktyczna, znana jest z Europy, północnej Afryki, Syberii oraz Chin. Według Oehlke jest to najpospolitszy europejski przedstawiciel rodziny. W Polsce odnotowywany częściej niż inne pokosowate.